# Adenophorea
Adenophorea is een van de twee klassen waarin de stam rondwormen volgens de klassieke indeling (die inmiddels is verouderd) is verdeeld. Deze klasse wordt weer onderverdeeld in twee onderklassen.

## Beschrijving
Er zijn taxa binnen deze groep rondwormen die parasitair leven (de Trichocephalida), maar ook groepen die vrijlevend zijn. De grootte loopt uiteen van microscopisch klein tot wel 100 cm.

## Verspreiding en leefgebied
Ze komen wereldwijd voor in verschillende habitats, zoals op natte plaatsen onder begroeiing of in aarde, op planten, in dieren, maar vooral in de zeebodem. In droge gebieden komen ze niet voor.

## Ziekteverspreiding
De veroorzaker van trichinose, de nematode Trichinella spiralis behoort tot de orde Trichocephalida (Familie Trichinellidae)

## Indeling
- Onderklasse:Enoplia
  - Orde:Dorylaimida
  - Orde:Enoplida
  - Orde:Mermithida
  - Orde:Muspiceida
  - Orde:Trichocephalida
- Onderklasse:Chromadoria
  - Orde:Araeolaimida
  - Orde:Desmodorida
  - Orde:Desmoscolecida
  - Orde:Monhysterida